# 特鲁瓦附近圣莱热
特鲁瓦附近圣莱热（法語：Saint-Léger-près-Troyes，法語發音：[sɛ̃ leʒe pʁɛ tʁwa]）是法国奥布省的一个市镇，位于该省中南部，属于特鲁瓦区和特鲁瓦香槟都会城市圈公共社区，其市镇面积为9.21平方公里，2022年1月1日时人口数量为915人。
特鲁瓦附近圣莱热是特鲁瓦香槟都会城市圈公共社区的组成部分，位于特鲁瓦市区以南6公里。
乡村农场博物馆位于其境内。

## 行政
特鲁瓦附近圣莱热的邮政编码为10800，INSEE市镇编码为10344。

## 地理

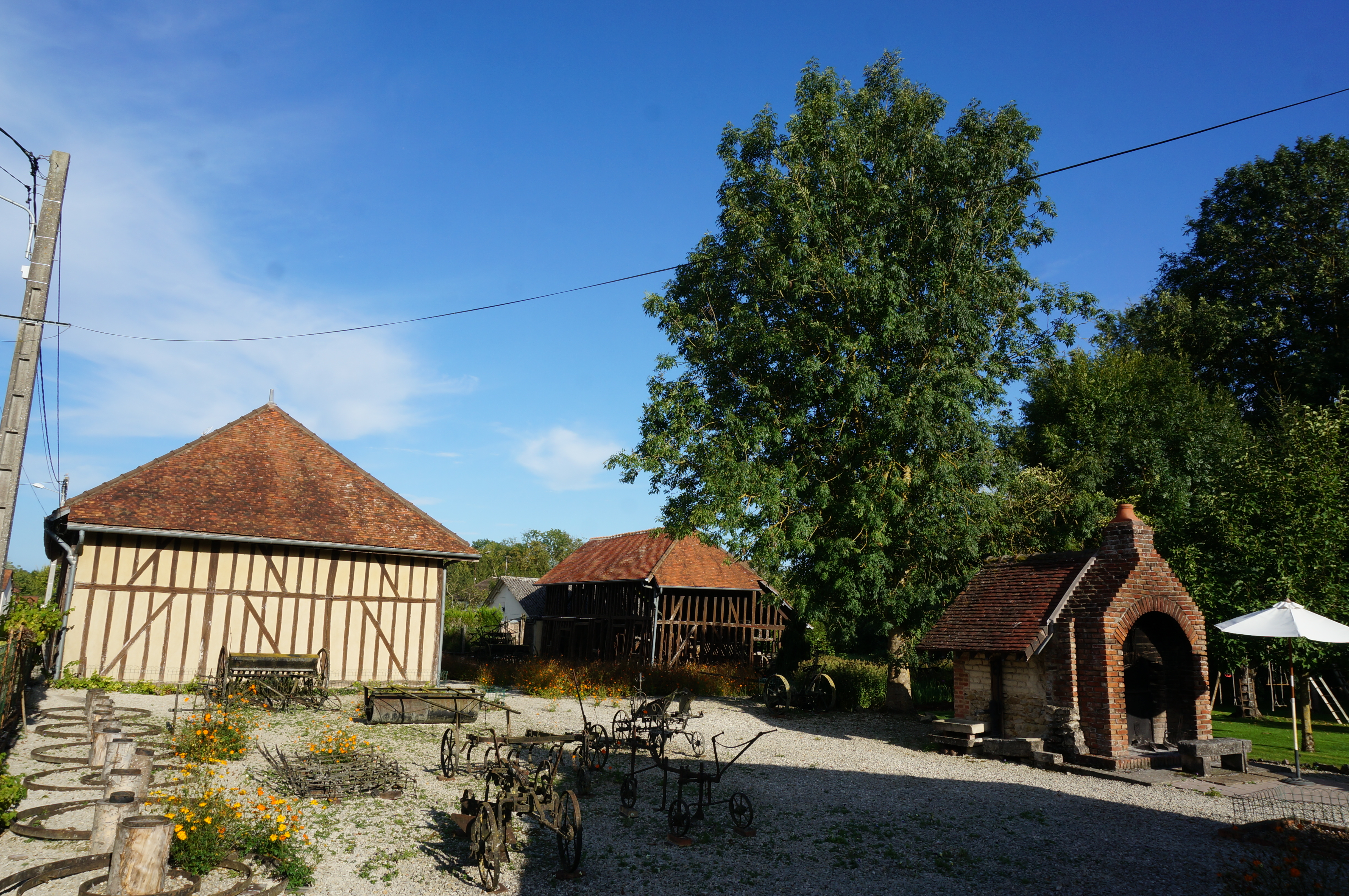
乡村农场博物馆

特鲁瓦附近圣莱热（48°14'12"N, 4°4'40"E）位于法国中北部偏东，大东部大区西南部和奥布省中部偏南。
与特鲁瓦附近圣莱热接壤的市镇包括：布雷维扬德、比谢尔、穆塞、特鲁瓦附近罗西耶尔、圣日耳曼、圣普昂日。
特鲁瓦附近圣莱热属于塞纳河流域，境内地势平坦。
按照柯本气候分类法，特鲁瓦附近圣莱热属于温带海洋性气候，全年温差较小，降水分布均匀。

## 历史
特鲁瓦附近圣莱热历史上长期为一普通村落，公元12世纪时，当地的封建领土被香槟伯爵继承。

## 交通
法国国道N77线、奥布省省道D72线和D85线在特鲁瓦附近圣莱热镇中心交汇，另有省道D109线从境内西部过境。
连接特鲁瓦和圣弗洛朗坦的城际巴士途径并停靠此地。

## 政治
现任特鲁瓦附近圣莱热市长为克里斯蒂安·布拉松先生（Christian Blasson）。

## 人口
| 年份   | 1936 | 1946 | 1954 | 1962 | 1968 | 1975 | 1982 | 1990 | 1999 | 2004 | 2009 | 2014 | 2017 |
| ------ | ---- | ---- | ---- | ---- | ---- | ---- | ---- | ---- | ---- | ---- | ---- | ---- | ---- |
| 人口數 | 314  | 264  | 299  | 314  | 393  | 416  | 564  | 642  | 615  | 641  | 728  | 804  | 880  |